# 풍우동로
《풍우동로》(風雨同路, The Unmatchable Match)는 홍콩에서 제작된 황백문 감독의 1990년 액션, 코미디 영화이다. 주성치 등이 주연으로 출연하였다.

## 출연

### 주연
- 주성치
- 이수현
- 성규안

### 조연
- 주혜민
- 진혜민